# Jeffrey Pfeffer
Jeffrey Pfeffer (* 23. Juli 1946 in St. Louis, Missouri) ist ein US-amerikanischer Wirtschaftswissenschaftler und seit 1979 Professor für Organisationstheorie an der Graduate School of Business der Stanford University.

## Leben
Pfeffer studierte Betriebswirtschaftslehre an der Carnegie-Mellon Universität von 1964 bis 1968. Im Anschluss promovierte er mit dem Schwerpunkt Organisationstheorie in Stanford.
1971–73 war er an den Fakultäten der Business Schools der University of Illinois und 1973–1979 an der University of California, Berkeley beschäftigt. 1979 bis 81 wirkte Pfeffer an der Graduate School of Business in Stanford. Von 1981 bis 1982 war er Gastprofessor der Thomas Henry Carroll-Ford Stiftung für Betriebswirtschaftslehre an der Harvard Business School. 2006 wirkte Pfeffer als Gastprofessor an der London Business School, Singapore Management University und an der IESE Business School in Barcelona, die zur Universität von Navarra, Spanien gehört.
Von 1994 bis 1996 war er als Director of Executive Education verantwortlich für die Management-Fortbildungsprogramme der Stanford Business School. Zusätzlich wirkt er als Unternehmensberater, Redner und wurde in die Aufsichtsräte diverser Unternehmen berufen.

## Arbeit

### Ressourcen-Abhängigkeit
Pfeffer vertritt in Zusammenarbeit mit Gerald R. Salancik schon früh die Idee, Unternehmen bezüglich ihrer Interaktionen mit der Umwelt zu verstehen. Daraus folgt eine ressourcen-basierte Betrachtungsweise, im Unterschied zur marktstrukturellen Betrachtungsweise, wie sie von Michael Porter vertreten wird.
Wie stark die Abhängigkeit von einer Ressource ist, bestimmt dabei das Verhalten von Organisationen. Ist beispielsweise die Arbeitszufriedenheit der Beschäftigten einer Fast-Food-Kette niedrig, so hat dies für die Organisation u. U. keine Bedeutung, weil der Arbeitsmarkt voll von jungen, ungelernten Arbeitskräften ist, die die bestehende Belegschaft schnell ersetzen können. Zusätzlich würde die Organisation einen Wettbewerbsnachteil in Kauf nehmen, wenn sie mehr Geld in die Belegschaft investierte.
Die Ressourcenabhängigkeit von Organisationen bedeutet auch, dass sie nicht autonom kontrolliert werden können, sondern mit anderen, die diese Ressourcen kontrollieren, in einem Interessenkonflikt stehen. Die Stärke der Abhängigkeit bestimmt sich aus drei Faktoren:
Die Wichtigkeit der Ressource für die Organisation, bestimmt durch den relativen Anteil, den die Ressource an den Ein- und Ausgaben der Organisation hat, was wiederum von der Wichtigkeit der Ressource für eine Organisation abhängt. Anders ausgedrückt: Was wäre die Wirkung auf die Organisation, würde die Ressource fehlen? Die zweite Frage lautet: „Wie unabhängig ist derjenige, der die Ressource kontrolliert?“ Völlige Unabhängigkeit bedeutet unbeschränkten Zugang und Entscheidungsfreiheit bei der Verteilung. Eine von der Ressource abhängige Organisation kann so erheblich unter Druck gesetzt werden. Die dritte Frage bewertet, inwieweit die kontrollierende Einheit ein Monopol über die Ressource hat. Kann die abhängige Organisation einen alternativen Lieferanten oder ein Substitut für die Ressource finden?.
Bei der Vielzahl von Abhängigkeiten muss eine Organisation also eine Balance zwischen den verschiedenen Abhängigkeiten finden. Pfeffer und Salancik schlagen vier mögliche Strategien vor:
- Anpassen oder die Beschränkungen ändern
- Veränderung der wechselseitigen Abhängigkeiten durch Fusionen, Diversifikation, oder Wachstum
- Einflussnahme über seine Umwelt durch Aufsichtsratsmitglieder in beiden Organisationen, Joint Ventures mit anderen Organisationen oder durch sonstige Assoziierungsaktivitäten
- Veränderung der Rechtslage der Umwelt mit politischen Aktivitäten

Umgekehrt, so argumentieren Pfeffer und Salancik, beeinflusst die Umwelt die Entscheidungsbildung einer Organisation in der Bestallung der Unternehmensleitung (Vorstandsvorsitzender, Geschäftsführer, CEO). Sie geben eine dreistufige Kausalkette für das Ersetzen der Unternehmensleitung. Auf der ersten Stufe stehen Veränderungen der Umwelt, wodurch diejenige Abteilung an Macht gewinnt, die am besten in der Lage ist, mit der Veränderung umzugehen. Dieser Machtgewinn findet aber nur statt, wenn die Leistung nicht ersetzbar ist und auf weite Teile der Organisation wirkt.
Die so entstehende Machtsituation beeinflusst in Pfeffer und Salanciks Meinung die Unternehmensnachfolge. Es besteht eine Tendenz, die Leitung für schlechte Ergebnisse anzuschwärzen, sozusagen als Gegengewicht für die Tendenz der Leitung, sich guter Ergebnisse zu brüsten. Wenn die Lage also besonders schlecht ist, wird die Leitung häufig ausgetauscht.
In der dritten Stufe sind ernannte Führungskräfte wiederum in der Lage, die Strategie zu beeinflussen. Auch wenn sie nicht absolute Verfügungsgewalt haben, so können sie die strategische Ausrichtung doch beeinflussen. Zudem ermöglicht das Wechseln von Managern aus einem Geschäftsbereich in einen anderen Koordination von Aktivitäten durch das gegenseitige Vertraut-sein.

### Management und Human Resources als Wettbewerbsvorteil
Begründet mit den Ergebnissen der ertragreichsten US-Unternehmen von 1972 bis 1992 entwickelt Pfeffer eine Gegendarstellung zu der „klassischen“ Ansicht der Wettbewerbsvorteile. Die ertragreichsten Unternehmen in dieser Zeitphase waren:
| Unternehmen        | Branche/Aktivitäten                         | Ausgezahlter Gewinn |
| Plenum Publishing  | Zeitschriften, Buchdruck                    | 15,689 %            |
| Circuit City       | Haushaltselektronik- und Küchengerätehandel | 16,410 %            |
| Tyson Foods        | Produzent von Geflügel                      | 18,118 %            |
| Wal-Mart           | Discounter                                  | 19,807 %            |
| Southwest Airlines | Billigfluggesellschaft                      | 21,775 %            |

All diese Unternehmen sind in Branchen tätig, die nach der klassischen und derzeit gelehrten Managementtheorie wie Branchenstrukturanalyse, Strategien der Wettbewerbsmatrix u. Ä. nicht attraktiv sind. Damit Unternehmen in diesen Sektoren ertragreicher wirtschaften können, als Unternehmen in attraktiven Branchen müssen sie im Unterschied zu diesen und zu ihren direkten Konkurrenten anders sein.
Diesen wesentlichen Unterschied sieht Pfeffer in der Art und Weise, wie Menschen im Produktionsprozess eingesetzt werden. Die Tatsache, dass diese Unternehmen diese Ergebnisse über 20 Jahre hinweg erwirtschaftet haben belegt, dass es sich nicht um eine leicht kopierbare Fähigkeit handelt. Wie das zu tun ist, beschreibt Pfeffer in drei Schritten
| Schritt | Aktivität                              | Erläuterung |
| 1       | Vertrauen schaffen                     | Behandle Menschen mit Achtung und Würde. Dazu gehört auch dass die Werte der Unternehmenskultur beachtet werden.                                      |
| 2       | Veränderung anregen                    | Veränderung muss durch alle möglichen Mittel kommuniziert und vermittelt werden, Arbeitsgestaltung, Arbeitsbeschreibung, selbst das Layout der Büros. |
| 3       | Sich auf das Wesentliche konzentrieren | Die meisten Kennzahl-Systeme liefern endlos Daten über die Vergangenheit, aber nur wenig über die Gegenwart oder Gründe der derzeitigen Leistungen.   |

Die Aufgabe des Führers in solchen Szenarios ist der Aufbau von angepassten Organisationen, die in der Lage sind, mit der turbulenten Umwelt zurechtzukommen. Ähnlich wie Warren Bennis sieht Pfeffer also einen Unterschied zwischen Manager und Führer.

## Werke
1. The External Control of Organizations: A Resource Dependence Perspective
2. Organizational Design, Harper&Row (zusammen mit G.R. Salancik)
3. Power in Organizations
4. Organizations and Organization Theory
5. Managing with Power: Politics and Influence in Organizations
6. Competitive Advantage Through People: Unleashing the Power of the Work Force
7. New Directions for Organization Theory: Problems and Prospects
8. The Human Equation: Building Profits by Putting People First
9. The Knowing-Doing Gap: How Smart Companies Turn Knowledge into Action
10. Hidden Value: How Great Companies Achieve Extraordinary Results with Ordinary People
11. Hard Facts, Dangerous Half-Truths, and Total Nonsense: Profiting from Evidence-Based Management